# Câu lạc bộ Truyền thống kháng chiến
Câu lạc bộ Truyền thống kháng chiến là một tổ chức dân sự với mục đích thiện nguyện xã hội cho những người từng tham gia các cuộc kháng chiến trước đây. Tổ chức này từng đóng một vai trò quan trọng trong phong trào tranh đấu xã hội đòi cải cách chính trị tại Việt Nam cuối thập niên 1980.

## Thành lập
Nguyên tên ban đầu của tổ chức này là Câu lạc bộ Những người Kháng chiến cũ, một tổ chức tự phát với mục đích tương tế ái hữu cho những người từng tham gia các cuộc kháng chiến trước đây, vốn đang tìm cách hòa nhập với xã hội sau chiến tranh. Một số thành viên nòng cốt, là những đảng viên cộng sản hay cựu chiến binh như Nguyễn Hộ, Tạ Bá Tòng, Đỗ Trung Hiếu, Nguyên Phong Hồ Hiếu, đã đứng tên nộp đơn hoạt động lên chính quyền Việt Nam từ năm 1985, nhưng mãi đến tháng 5 năm 1986, Câu lạc bộ mới chính thức được Thành ủy Thành phố Hồ Chí Minh cấp giấy phép hoạt động.
Có thể nói, tổ chức này đáng được ghi nhận là một tổ chức do quần chúng tự lập kể từ sau năm 1975. Ngày thành lập chính thức của Câu lạc bộ được chọn là ngày 23 tháng 9 năm 1986, với mục đích kỷ niệm ngày Nam Bộ kháng chiến. Mặc dù khởi đầu tự phát, nhưng Câu lạc bộ nhanh chóng tổ chức hoạt động có quy củ và gia tăng nhanh chóng số lượng thành viên. Vào thời điểm thành lập chính thức, Câu lạc bộ đã có 6.000 thành viên. Chỉ trong hai năm đầu hoạt động, Câu lạc bộ phát triển rất nhanh với số hội viên lên đến 20.000 người, trong số đó có không ít những đảng viên Cộng sản kỳ cựu như Trần Văn Giàu, Trần Bạch Đằng, Trần Nam Trung... cùng nhiều nhân sĩ trí thức không đảng phái tại miền Nam.

## Chuyển hướng tranh đấu xã hội
Bấy giờ, do những biến động của khối Đông Âu, nền kinh tế suy thoái do ảnh hưởng của chiến tranh, bị cấm vận kinh tế và mất đi nguồn viện trợ từ Liên Xô và khối Đông Âu, đã buộc các lãnh đạo cấp cao của Đảng Cộng sản Việt Nam phải cho thi hành chính sách Đổi mới để tìm cách chuyển hướng tư duy kinh tế và khuyến khích phong trào Cởi Mở nhằm thu thập những góp ý cho quá trình đổi mới.
Trước sự "cởi mở" đó, Câu lạc bộ đã tổ chức nhiều cuộc hội thảo và mít tinh góp ý và phê bình đường lối cải cách trong thời kỳ Cởi Mở, dần chuyển hướng từ tính cách tương tế sang thúc đẩy việc chống tham nhũng và lạm quyền trong xã hội. Tháng 4 năm 1988, Câu lạc bộ lập Ban Tư vấn Chính trị để xúc tiến công việc đổi mới.
Ngày 03/6/1988 Câu lạc bộ tổ chức họp tại Nhà Hữu Nghị tại số nhà 31 đường Lê Duẩn Quận 1 Thành phố Hồ Chí Minh với 104 đại biểu đồng kiến ghị gửi Ban Chấp hành Trung ương Đảng Cộng sản Việt Nam, Quốc hội nước Cộng hoà Xã hội chủ nghĩa Việt Nam đề nghị nên bầu Chủ tịch Hội đồng Bộ trưởng theo tinh thần "lấy dân làm gốc", công khai, dân chủ, không bầu cử độc diễn, không biểu quyết bằng giơ tay, Bản Kiến nghị cũng nêu chi tiết và rõ ràng hai nội dung cần đổi mới mạnh mẽ, nhanh chóng để cứu dân, cứu nước, cứu chế độ xã hội chủ nghĩa, và cứu Đảng Cộng sản Việt Nam, đó là: "Tiêu chuẩn ứng cử viên" và "Về giới thiệu và lựa chọn ứng cử viên", Ký tên vào Bản Kiến Nghị này là toàn bộ 104 đại biểu dự họp là các ông bà lão thành cách mạng thuộc mọi tầng lớp chính trị - xã hộI, thành viên sáng lập Câu lạc bộ Những người kháng chiến cũ: Nguyễn Hộ, Phan Trọng Tuệ, Huỳnh Văn Tiểng, Nguyễn Văn Trân, Hà Huy Giáp, Nguyễn Danh Khôi, Nguyễn Đức Hùng, Lê Thị Thanh Quý, Hồ Thị Bi, Bùi Văn Ba, Muời Hương, Tạ Bá Tòng, Hồ Hiếu, Lê Hiếu Đằng, Hai Đáng, Bàng Sĩ Nguyên...
Bấy giờ, một số lãnh đạo của Ban Chấp hành Trung ương Đảng Cộng sản Việt Nam đồng ý với chủ trương ngoài đề cử của Trung ương Đảng, cho phép các đoàn đại biểu đề cử thêm ứng viên. Vì vậy, sau khi Chủ tịch Hội đồng Bộ trưởng Phạm Hùng qua đời khi đương chức, Câu lạc bộ đã vận động Quốc hội bầu Phó chủ tịch thường trực Hội đồng Bộ trưởng Võ Văn Kiệt lên nắm chức vụ này bởi đường lối của ông được cho là cấp tiến, mặc dù bấy giờ Bộ Chính trị đã đề cử một Phó chủ tịch Hội đồng Bộ trưởng khác là Đỗ Mười. Kể từ khi thống nhất, đến trước năm 1988, Quốc hội Việt Nam thường biểu quyết thông qua mọi việc y nguyên gần như tuyệt đối theo đề nghị của Đảng. Tuy nhiên, tại kỳ họp tháng 6 năm 1988, lần đầu tiên Quốc hội có 2 ứng viên cho chức vụ Chủ tịch Hội đồng Bộ trưởng và ứng viên Võ Văn Kiệt mặc dù không do Bộ Chính trị đề cử lại có được 168 phiếu bầu, tức 36% trên tổng số 464 đại biểu, một tỷ lệ chưa từng có ở nước Cộng hòa Xã hội Chủ nghĩa Việt Nam.

## Cởi Mở khép lại
Sau các tuyên bố tự giải thể của các lãnh đạo đảng Dân chủ Việt Nam và đảng Xã hội Việt Nam, nhiều đảng viên của 2 đảng này đã tham gia hoạt động trong Câu lạc bộ Những người Kháng chiến cũ. Với tập hợp này, vô hình trung, Câu lạc bộ trở thành một tổ chức mở rộng ra nhiều màu sắc chính trị hơn, tập hợp mở của nhiều chính khách cao cấp trước đây, thuộc hoặc không thuộc Đảng Cộng sản, có được ảnh hưởng lớn trong quần chúng và cả chính giới. Tháng 9 năm 1988, Câu lạc bộ cho ra mắt tờ báo Truyền thống Kháng chiến có những bài chỉ trích việc thống nhất vội vã hai miền Nam Bắc sau năm 1975. Sau số báo thứ nhì in ra thì có lệnh cấm. Dù vậy số báo thứ ba vẫn ra và bị tịch thu.
Sau 2 năm thực hiện, các lãnh đạo cao cấp của Đảng cho rằng xu hướng Cởi Mở đã đi quá đà khi thiên quá nhiều vào việc chỉ trích chính quyền. Trước hiện tượng khối Cộng sản Đông Âu tan vỡ và biến động công khai ở Bắc Kinh trong phong trào sinh viên xuống đường ở Quảng trường Thiên An Môn, vào tháng 3 năm 1989 ở Hà Nội trong cuộc họp kỳ 6 của Ban Chấp hành Trung ương Đảng Cộng sản Việt Nam, Tổng bí thư Nguyễn Văn Linh, người khởi xướng phong trào Cởi Mở, đã yêu cầu đình chỉ phong trào.
Nhiều đảng viên cao cấp tỏ thái độ phản ứng trước quyết định này. Hầu hết trong số họ bị cách chức và bị khai trừ ra khỏi Đảng. Các lãnh đạo của Câu lạc bộ Những người Kháng chiến cũ cũng cùng chung số phận, nhiều hội viên cốt cán như Tạ Bá Tòng, Hồ Văn Hiếu, Đỗ Trung Hiếu, Lê Đình Mạnh đều bị bắt giam, hoặc bị quản thúc tại nhà riêng. Các sinh hoạt chính trị của Câu lạc bộ đều bị cấm hoàn toàn. Cởi Mở khép lại cũng chấm dứt luôn vai trò của Câu lạc bộ Những người Kháng chiến cũ trên chính trường.

## Những gì còn lại
Sang năm 1990, hoạt động của Câu lạc bộ bị hạn chế và gần như tê liệt. Để giảm thiểu những căng thẳng với những người đồng chí cũ, các lãnh đạo Đảng cho phục hồi hoạt động của Câu lạc bộ với tên gọi mới: Câu lạc bộ Truyền thống Kháng chiến. Những người lãnh đạo mới của tổ chức tuyên bố Câu lạc bộ là một thành viên của Hội Cựu chiến binh Việt Nam, sinh hoạt trở lại với mục đích tương tế ban đầu.
Với những hoạt động "yêm ả" dưới sự kiểm soát chặt chẽ của chính quyền, tính đến cuối năm 2011, Câu lạc bộ phát triển được 51 đơn vị trực thuộc và hơn 34.000 hội viên, thực hiện được nhiều chương trình ái hữu tương tế giữa các thành viên cũng như tham gia chính quyền ở cấp thấp. Nhân Lễ kỷ niệm 66 năm Ngày Nam Bộ kháng chiến và 25 năm Ngày thành lập Câu lạc bộ Truyền thống Kháng chiến, Chủ tịch nước Trương Tấn Sang đã trao tặng Huân chương Lao động hạng Ba cho Câu lạc bộ.